# Maurice-François Ducoeur
Maurice-François Ducoeur MEP (chiń. 劉志忠; ur. 31 października 1878 w Nanton, zm. 10 czerwca 1929 w Marsylii) – francuski duchowny rzymskokatolicki, misjonarz, prefekt i wikariusz apostolski Kuangsi oraz wikariusz apostolski Nanningu.

## Biografia

### Młodość i prezbiteriat
Ukończył Niższe Seminarium Duchowne w Rimont. 2 września 1895 rozpoczął naukę w Wyższym Seminarium Duchownym Towarzystwa Misji Zagranicznych w Paryżu. 23 czerwca 1901 przyjął święcenia prezbiteriatu i został kapłanem diecezji Autun, należącym do Towarzystwa Misji Zagranicznych w Paryżu.
24 lipca 1902 wypłynął na misje do Chin, gdzie został przydzielony do prefektury apostolskiej Kuangsi. Po nauczeniu się języka, pracował na wiejskich misjach.

### Episkopat
22 grudnia 1910 papież Pius X mianował go prefektem apostolskim Kuangsi oraz biskupem tytularnym barbalissyjskim. 4 czerwca 1911 w Nanningu przyjął sakrę biskupią z rąk wikariusza apostolskiego Tonkinu Nadmorskiego Jeana-Pierra-Alexandra Marcoua MEP. Współkonsekratorem był wikariusz apostolski Guangdongu Jean-Marie Mérel MEP, a asystował ks. Louis-Nestor Renault MEP.
Gdy rozpoczynał rządy miał 32 lata i był najmłodszym biskupem na świecie. Prefektura apostolska Kuangsi miała wówczas opinię jednej z najtrudniejszych w Chinach, ze względu na niskie bezpieczeństwo i prymitywne warunki życia prowincji. Podczas swojego pontyfikatu biskup Ducoeur szczególnie skupił się na seminarium dla rodzimego duchowieństwa, które za jego rządów opuściło 10 nowych księży (gdy obejmował prefekturę, pracowało w niej 3 rodzimych kapłanów). Interesował się również katechistami, edukacją młodzieży i kobiet oraz pomocą medyczną dla ludności.
W wyniku reorganizacji chińskich struktur kościelnych dwukrotnie zmianie ulegał jego tytuł: 6 czerwca 1914 na wikariusz apostolski Kuangsi, a 3 grudnia 1924 na wikariusz apostolski Nanningu. Ordynariuszem w Nanningu był do śmierci.
Od 1915 odczuwał dolegliwości związane z chorobą kardiologiczną. W 1924 lekarze w Hongkongu stwierdzili u niego uraz serca i zalecili całkowity odpoczynek, jednak bp Ducoeur powrócił do pracy w wikariacie. 15 kwietnia 1929 wyjechał na leczenie do Francji. Dotarł tam 8 czerwca 1929 w stanie krytycznym i natychmiast został przetransportowany do szpitala, gdzie dwa dni później zmarł. Pochowany został w Rimont.